# Hercules Seghers

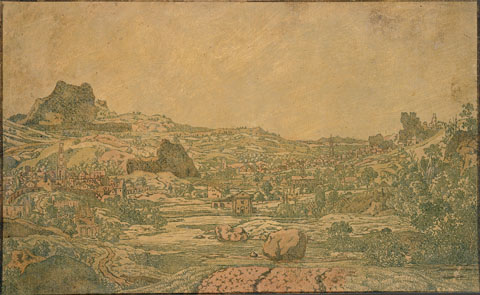
Cidade com Quatro Torres (1631), Cincinnati Art Museum

Hercules Pieterszoon Seghers ou Segers (c. 1589 - c. 1638) foi um pintor e gravurista holandês da Era de Ouro Holandesa, chamado de o paisagista mais inspirado, experimental e original de seu período e um gravurista ainda mais inovador.
Hercules nasceu em Haarlem, filho de Cathalina Hercules e Pieter Seghers, um comerciante de tecidos menonita, originário de Flandres, que se mudou para Amsterdã em 1596. Lá, Hercules foi aprendiz do principal paisagista flamengo da época, Gillis van Coninxloo, mas seu aprendizado foi supostamente interrompido pela morte de Coninxloo em 1606. O pai de Seghers morreu em 1612, depois do que ele retornou a Haarlem, juntando-se à Guilda de São Lucas de Haarlem.
Ele é conhecido principalmente por suas gravuras altamente inovadoras, principalmente de paisagens, que eram impressas em papel ou tecido colorido, com tinta colorida, coloridas à mão e muitas vezes cortadas à mão em tamanhos diferentes. Ele também usava a ponta-seca e uma forma de aquatinta, além de outros efeitos, como passar um pano grosso na prensa com a impressão, para obter um efeito manchado.
No total, apenas 183 impressões conhecidas sobreviveram de todas as suas cinquenta e quatro chapas, e a maioria está agora em museus; a sala de gravuras do Museu Estatal de Amesterdão tem, sem dúvida, a melhor coleção. Rembrandt colecionou pinturas (ele tinha oito) e gravuras de Seghers, e adquiriu uma de suas placas originais, Tobias e o Anjo, que ele retrabalhou em sua própria Fuga para o Egito, mantendo grande parte da paisagem. Rembrandt também retrabalhou a pintura de Seghers Paisagem da Montanha, atualmente no Uffizi, e seu estilo de paisagem mostra alguma influência de Seghers.

## Obras

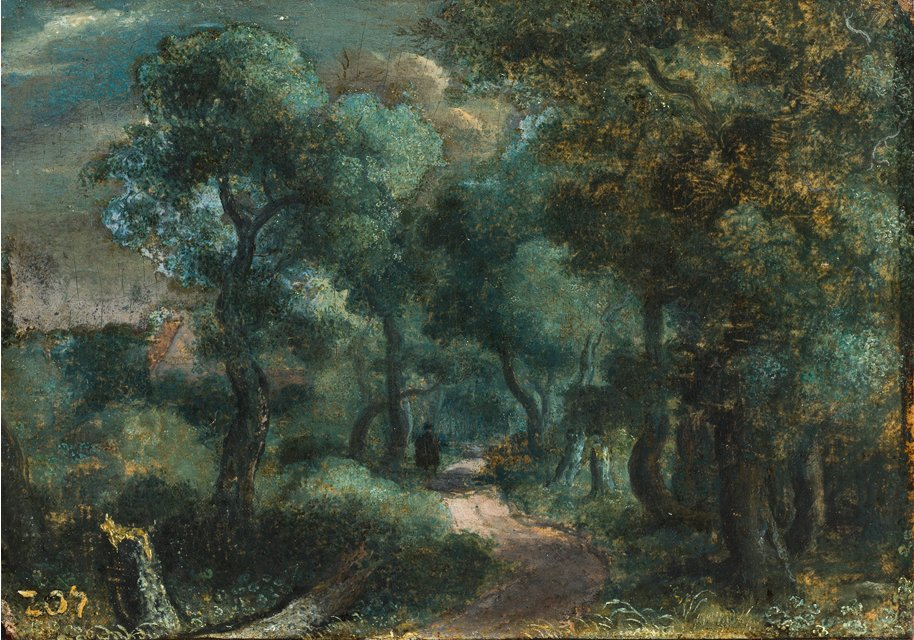
Seghers, Woodland Path, c. 1618-20; canvas on panel
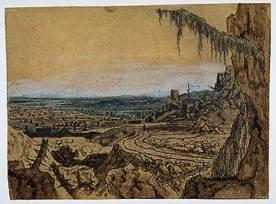
Seghers, Landscape with overhanging fir, c. 1615-30; etching on paper, hand-coloured
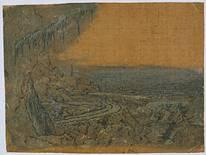
Seghers, Landscape with overhanging fir, c. 1615-30; etching and colour on linen
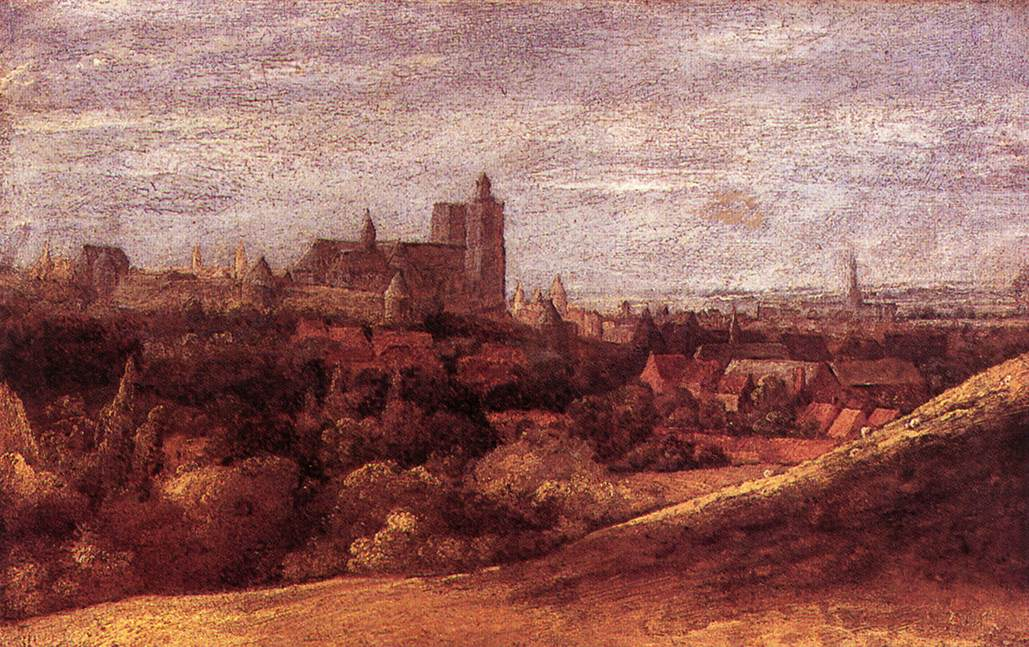
Seghers, View of Brussels from the North-East, c. 1625; oil on panel
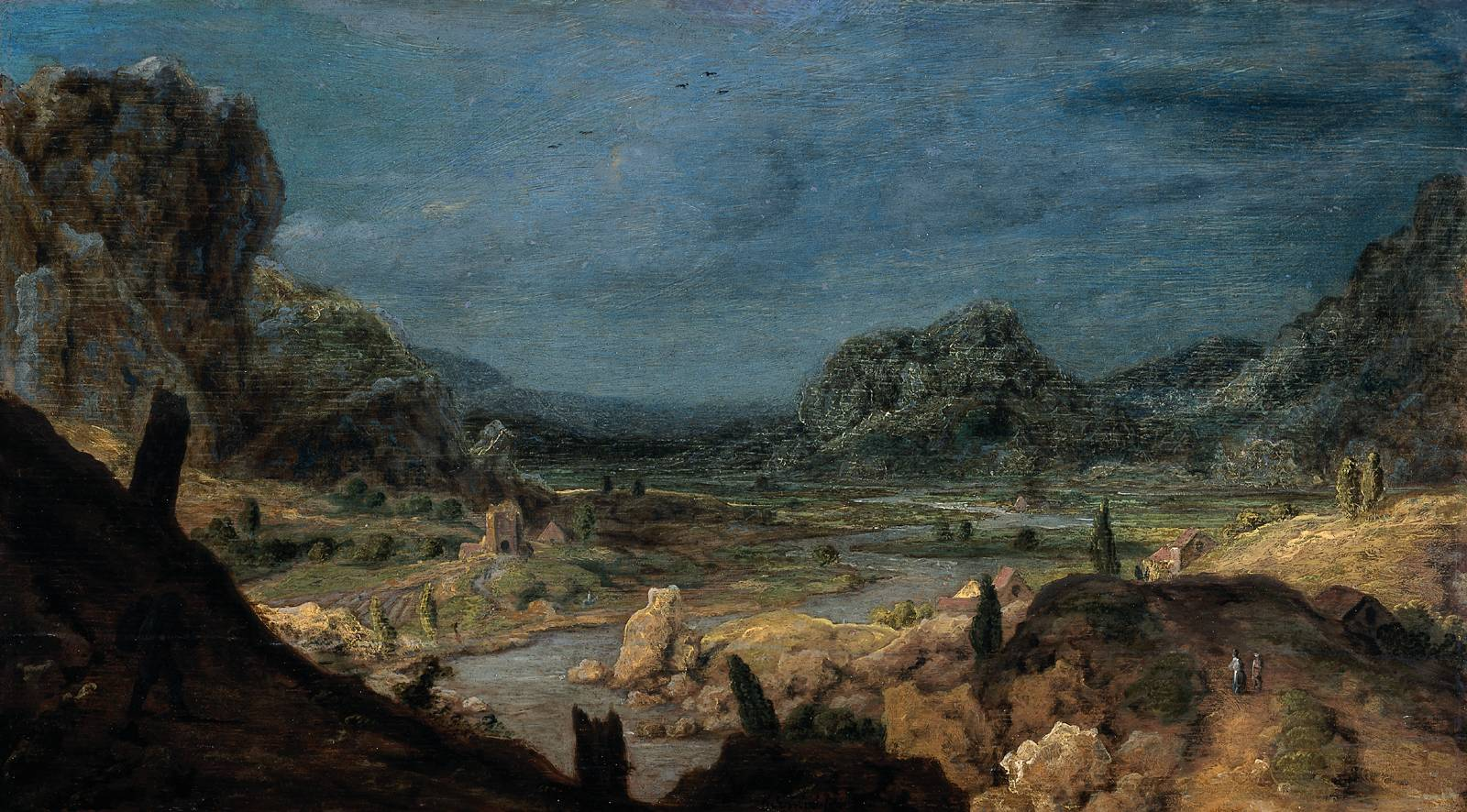
Seghers, River Valley, c. 1626-30; oil on panel
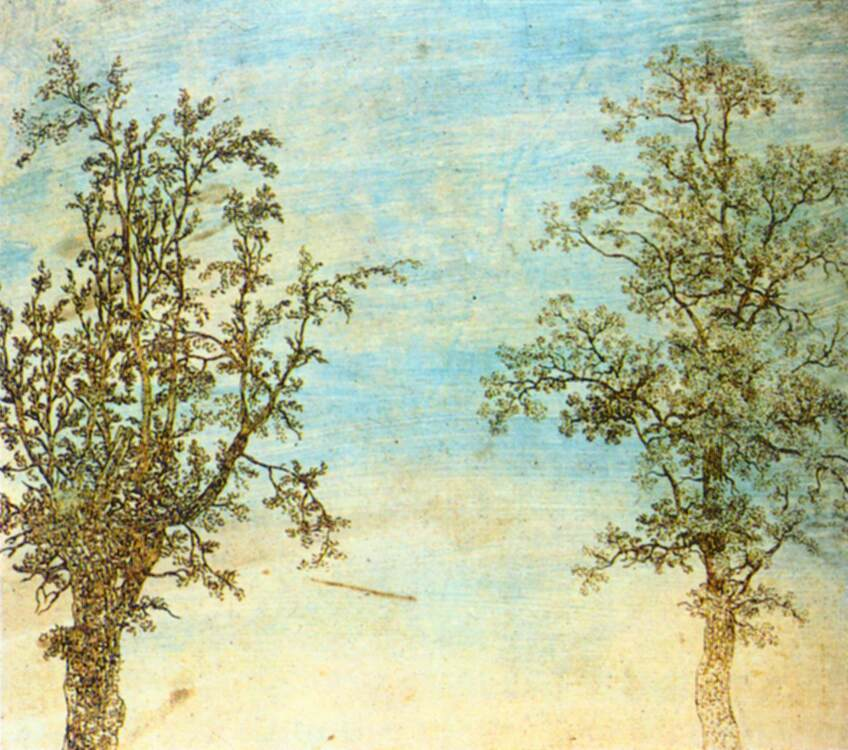
Seghers, The two Trees, c. 1620-30; etching in brown ink
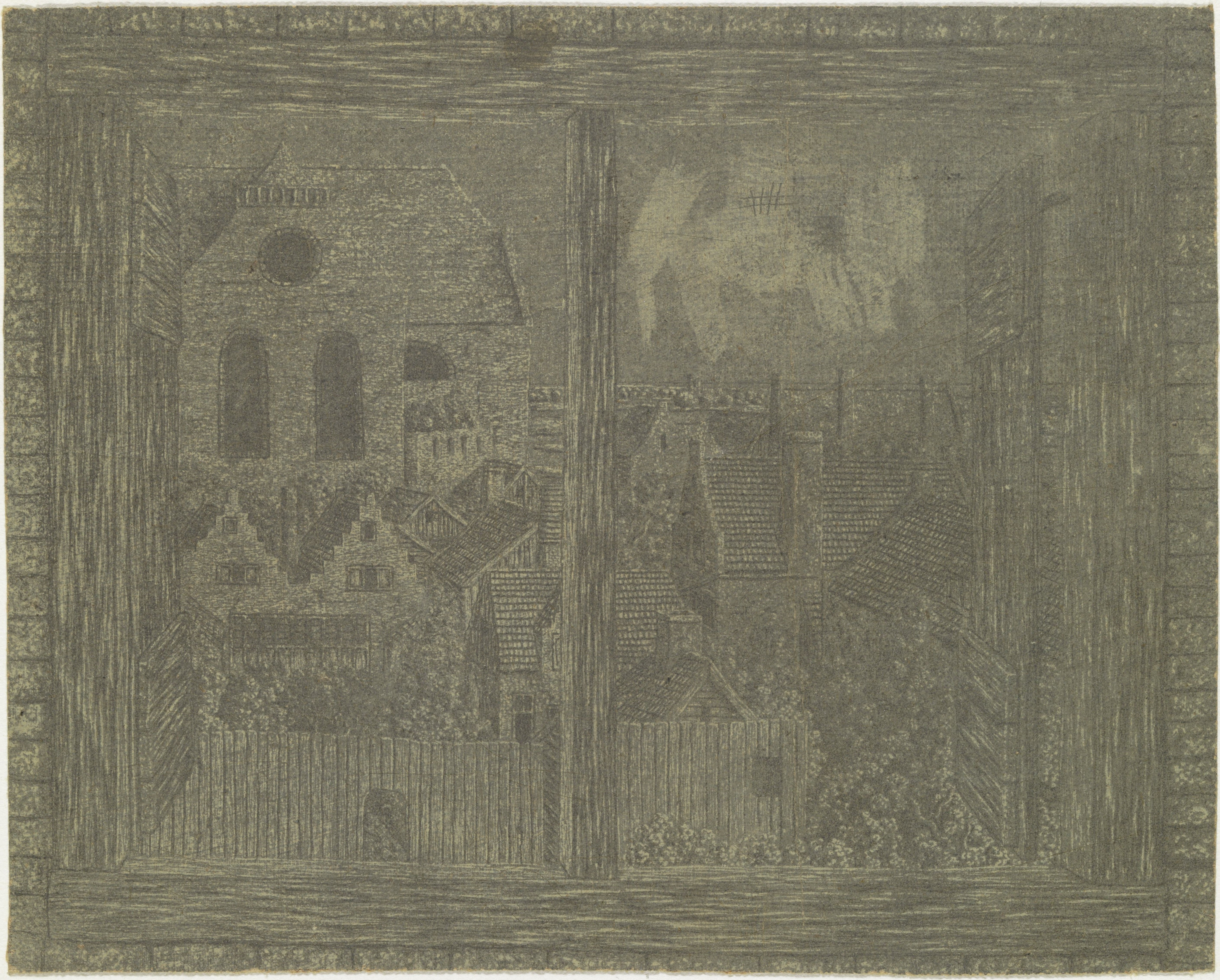
Seghers, View of the Noorderkerk (church in Amsterdam), c. 1622-30; etching on linen
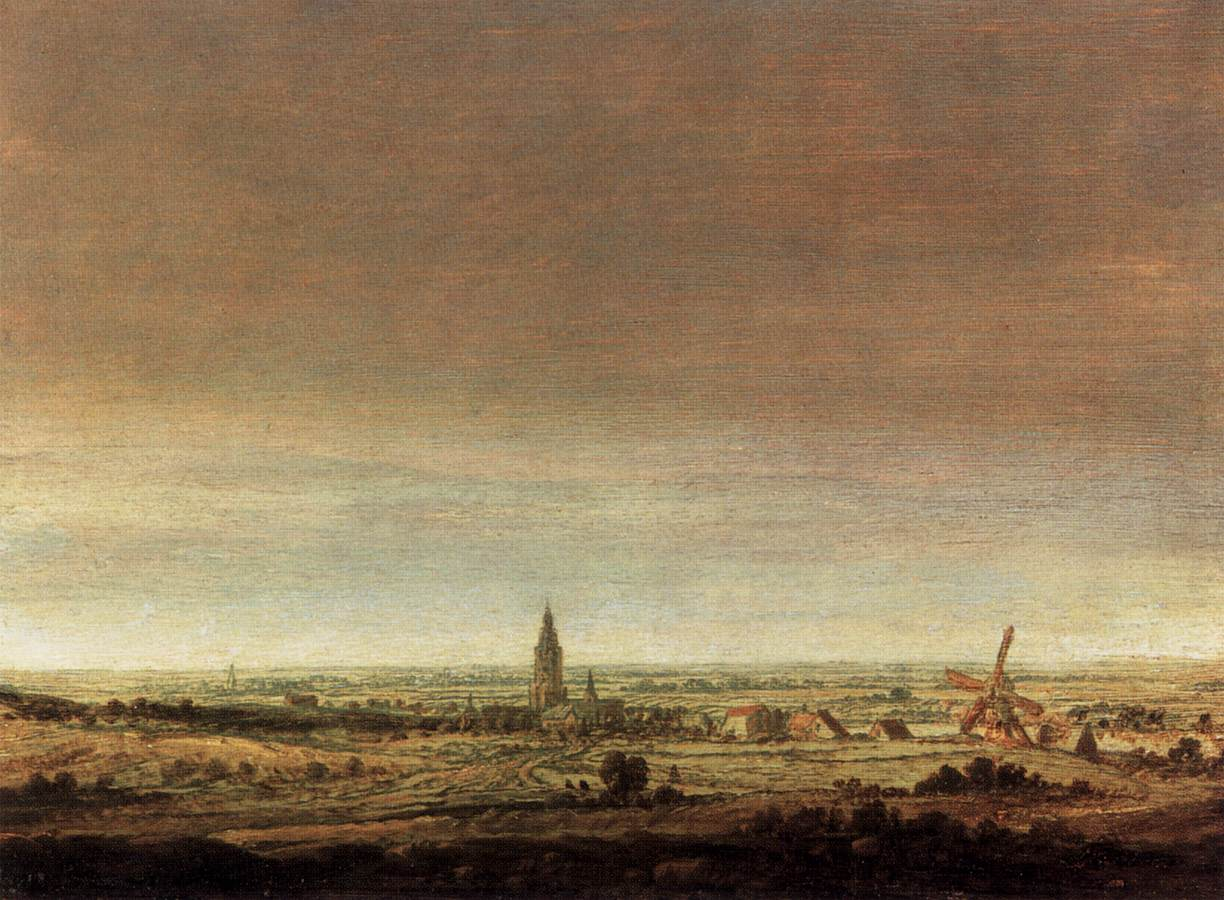
Seghers, Landscape with City on a River, c. 1627-29; oil-painting on oak panel
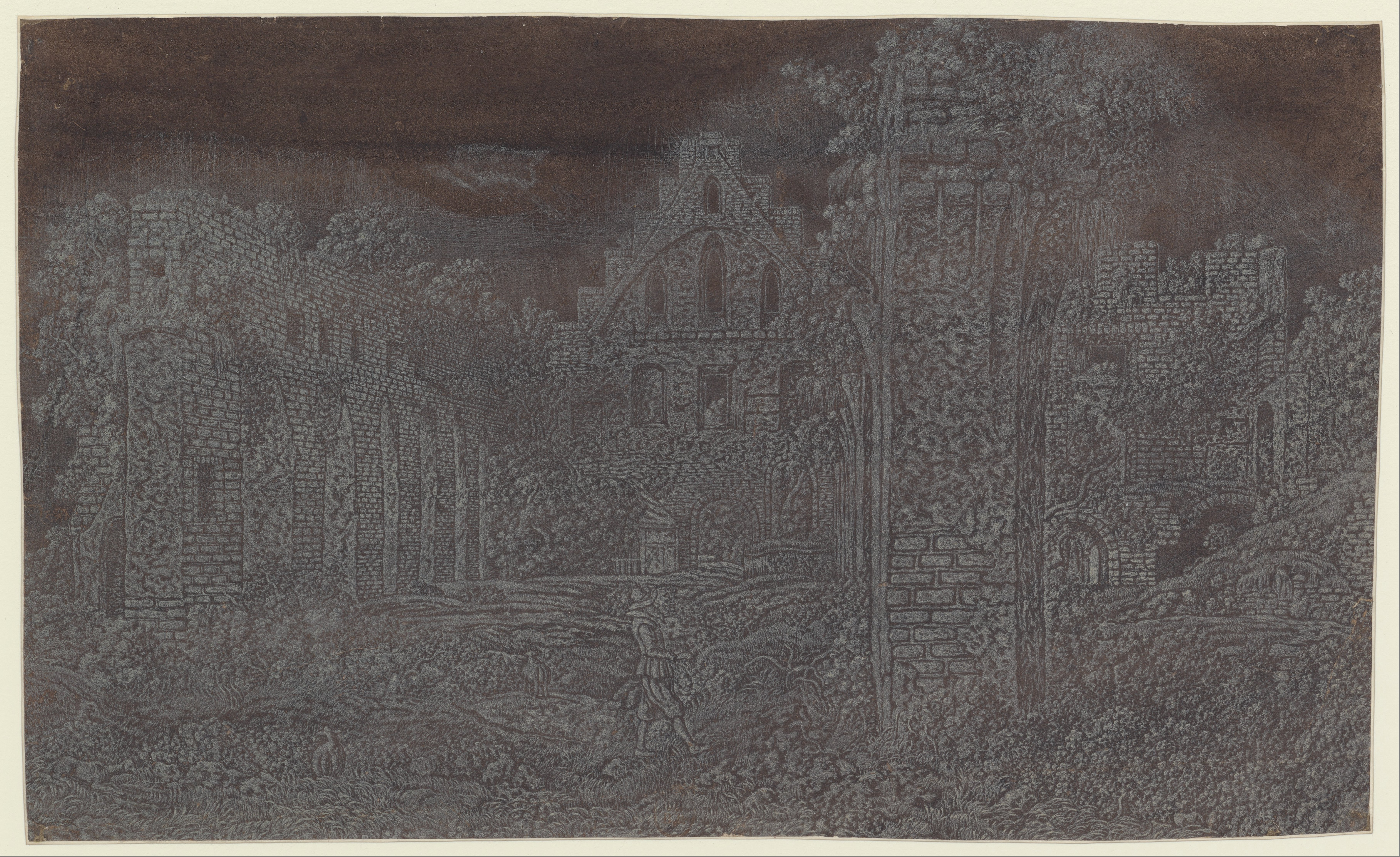
Seghers, Ruins of a large church, c. 1629-38; print
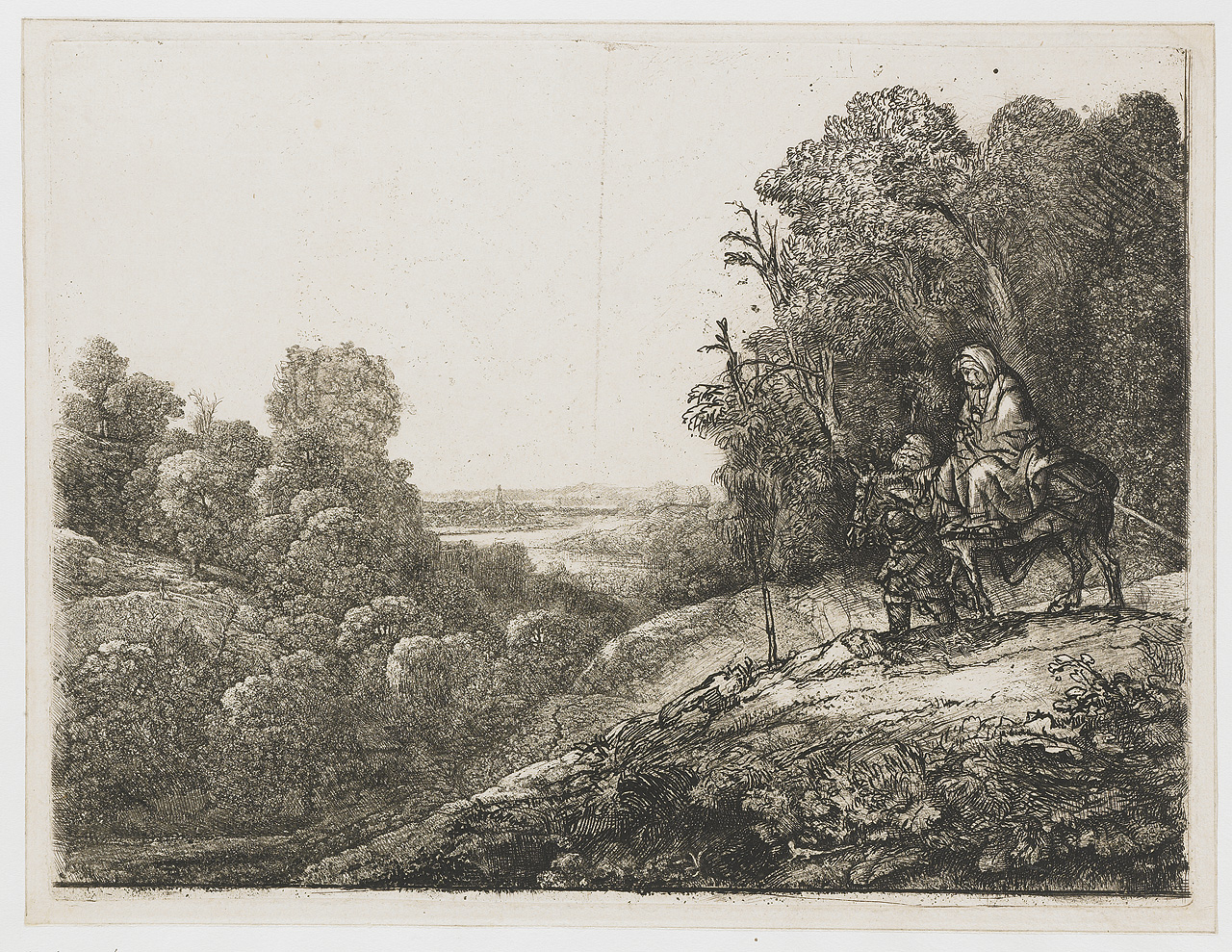
Seghers & (thereafter) Rembrandt, Rest on the Flight into Egypt, c. 1653; etching, drypoint and burin
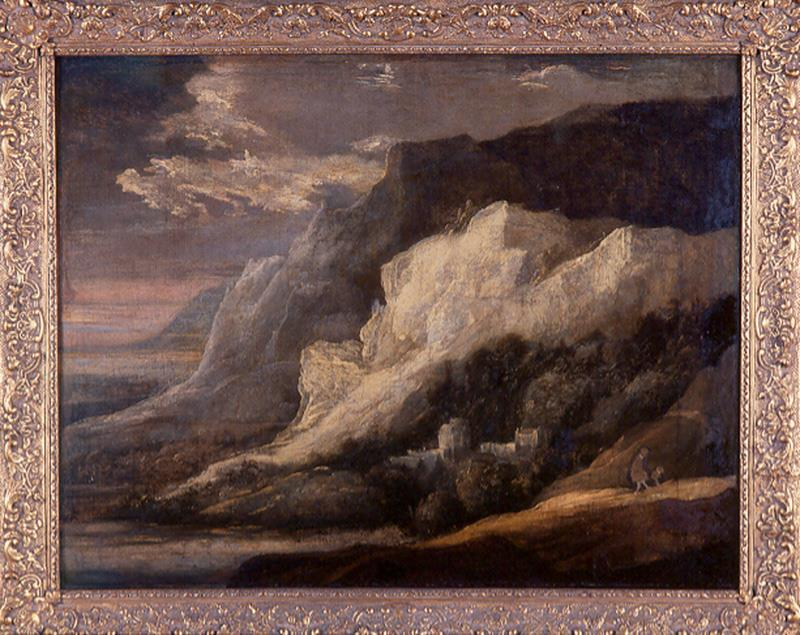
Seghers, The Landscape with the white rock, c. 1590-1640; oil-painting on canvas; Casa Museu Eva Klabin collection